# Брайън Кребс
Браян Кребс (р. 1972 в Алабама) е американски журналист и разследващ репортер. Кребс е автор на KrebsOnSecurity.com, ежедневен блог за компютърна сигурност и киберпрестъпност. От 1995 до 2009, Кребс е бил репортер за Вашингтон Поуст, където пише и покрива тематиките за технологични политики, правото на поверителност и лична тайна, и компютърна сигурност, и е автор на блога Security Fix (Поправяне на [проблемите в] сигурността). Според сайта хакер.ру той е особено „необичан“ от престъпния ъндърграунд, който ползва хакерски услуги , и специфично от руския такъв , което му докарва редовни DDoS атаки на неговия сайт KrebsOnSecurity.com , и заради разкритията му по руските мрежи, включително сайтове като ssndob.ru, продаващи информация от кредитни карти . Той също така е известен с интервюто му на хакер 0x80. На 18 декември 2013 Кребс излиза с информация, че американската Target Corporation има изтичане на 40 милиона кредитни карти. Шест дена по-късно Кребс идентифицира украинец, който според него е зад основния черен пазар за продажба на кредитната информация на клиенти на Target за $100 за една.